# Acaryote
Un acaryote ou acaryocyte est une particule ou une cellule dépourvue de noyau, d'organites et de métabolisme. Il peut cependant posséder une information génétique, sous forme d'ADN ou d'ARN, et des transcriptases inverses permettant d'infecter une cellule (dans le cas d'un virus).

## Analyse sur la notion de vie
Jusque dans les années 2010, le terme « acaryote » ne s'appliquait pas aux organismes vivants, capables de se reproduire sans nécessiter un organisme hôte : un organisme unicellulaire sans noyau est dit procaryote, par opposition aux eucaryotes, organismes uni- ou pluricellulaires caractérisés notamment par la présence d'un noyau.
Néanmoins, le débat sur la définition du vivant repose sur des notions complexes,, et ce débat est à nouveau ouvert : en élargissant la définition du vivant à une entité qui diminue le niveau d'entropie et se reproduit en commettant des erreurs, les virus pourraient être considérés comme vivants. Ainsi, une partie des acaryotes, ceux pouvant se faire répliquer, pourraient être considérés comme vivants.